# Един Спречо
Един Спречо (Сарајево, 19. април 1947 — Сарајево, 12. мај 2020) био је југословенски фудбалер.
Почео је да тренира фудбал у млађим категоријама Жељезничара са 12 година. Са 17 година дебитовао је у првом тиму. На тој утакмици се 2 пута уписао у стрелце и свима је већ тада било јасно да се ради о сјајном фудбалеру. Одиграо је 199 лигашка меча и постигао 61 погодак за Жељезничар. У свим наступима је одиграо 234 утакмице и постигао 75 голова. Играо је у Жељиној генерацији која је освојила Првенство Југославије 1971/72. Године 1975, напунио је 28 година и добио је одобрење да може да оде у иностранство. Отишао је у холандску НАК Бреду. Наступао је још и за Рен, НК Рудар Велење и Искру Бугојно.
Одиграо је три утакмице за репрезентацију Југославије и постигао два гола. Дебитовао је 1. новембра 1967. против Холандије (2:1) у Ротердаму, а играо је и против Албаније 12. новембра 1967. у Београду (4:0). Од „плавих“ се опростио поготком 4. јуна 1969. против Финске (5:1) у Хелсинкију.
Радио је после у Жељезничару као тренер. Умро је 12. маја 2020. године у Сарајеву.

## Трофеји
Жељезничар
- Првенство Југославије: 1971/72.